# Flugplatz Ampfing

i7
i11
i13
Der Flugplatz Ampfing (ICAO-Code: EDNA) ist ein deutscher Sonderlandeplatz in der Gemeinde Ampfing in Oberbayern, nördlich des Pfarrdorfes Ampfing.
Er liegt 73 km östlich von München und 8 km westlich von Mühldorf im Landkreis Mühldorf.
Zugelassen ist er für Flugzeuge bis 5700 kg. Es gibt weder Linien- noch Charterflüge. Der Flugplatz dient der örtlichen Flugschule und der allgemeinen Luftfahrt. Der Platz ist von München aus über die A 94 und die B 12 Richtung Passau zu erreichen. Es gibt ein Restaurant am Platz.

## Zwischenfälle
- Am 30. März 2024 wurde die in der Region Kassel gestartete Cessna 182P 	D-ECXD, Baujahr 1973, bei der Landung von Seitenwind erfasst, kollidierte in der Folge mit einem Zaun und kam nach weiteren 120 m zum Stillstand. Der 44-jährige Pilot und sein 36-jähriger Fluggast konnten sich leicht verletzt aus dem stark beschädigten Wrack retten.[2][3]